# Домашній чемпіонат Великої Британії 1892
Домашній чемпіонат Великої Британії 1892 — дев'ятий розіграш домашнього чемпіонату, футбольного турніру за участю збірних чотирьох країн Великої Британії (Англії, Шотландії, Уельсу і Ірландії). Переможцем стала збірна Англії, яка здобула свій п'ятий титул. У ході цього чемпіонату вперше в історії змагання всі чотири збірні набрали хоча б по одному очку.
У дебютному матчі чемпіонату між збірними Уельсу та Ірландії було зафіксовано нічию 1:1 завдяки голу ірландців на останніх хвилинах зустрічі. Згідно з розкладом, наступною проти Уельсу та Ірландії мала грати збірна Англії. Через щільний графік внутрішніх змагань Футбольної асоціації знову, як і в два попередні роки, не вдалося знайти відповідних дат для матчів, тому англійці були змушені втретє поспіль проводити обидві зустрічі в один день двома різними складами. Команда професійних гравців виступила проти Ірландії, тоді як збірна любителів грала з Уельсом. Обидві команди здобули впевнені перемоги над своїми суперниками з однаковим рахунком 2:0, що дозволило Англії очолити таблицю, після чого у змагання вступила збірна Шотландії. Насилу обігравши у виїзному матчі ірландців, шотландці потім розгромили Уельс з рахунком 6:1 і зрівнялися за очками з англійцями. Цей результат зробив збірну Шотландії фаворитом, оскільки останній матч змагання проходив на її полі. Однак англійці в Глазго здобули несподівано легку перемогу. Перший м'яч у ворота шотландців влетів уже на 35-й секунді, а через двадцять хвилин рахунок уже був 0:4. Лише в кінці зустрічі Шотландії вдалося забити один гол у відповідь. Матч завершився із рахунком 1:4 на користь Англії, принісши їй чемпіонське звання.

## Таблиця
| Поз | Команда    | І | В | Н | П | ГЗ | ГП | РГ | О |  |
| --- | ---------- | - | - | - | - | -- | -- | -- | - |  |
| 1   | Англія (C) | 3 | 3 | 0 | 0 | 8  | 1  | +7 | 6 |  |
| 2   | Шотландія  | 3 | 2 | 0 | 1 | 10 | 7  | +3 | 4 |  |
| 3   | Ірландія   | 3 | 0 | 1 | 2 | 3  | 6  | −3 | 1 |  |
| 4   | Уельс      | 3 | 0 | 1 | 2 | 2  | 9  | −7 | 1 |  |